# دوغلاس إتش باركر
دوغلاس إتش باركر (بالإنجليزية: Douglas H. Parker)‏ هو قسيس أمريكي، ولد في 19 أغسطس 1926، وتوفي في 22 سبتمبر 2019.